# Santana do Manhuaçu (kommun)
Santana do Manhuaçu är en kommun i Brasilien.   Den ligger i delstaten Minas Gerais, i den sydöstra delen av landet, 800 km sydost om huvudstaden Brasília. Antalet invånare är 8 603.
Följande samhällen finns i Santana do Manhuaçu:
- Santana do Manhuaçu

Omgivningarna runt Santana do Manhuaçu är huvudsakligen savann. Runt Santana do Manhuaçu är det ganska glesbefolkat, med 27 invånare per kvadratkilometer.